# BMW 501/502

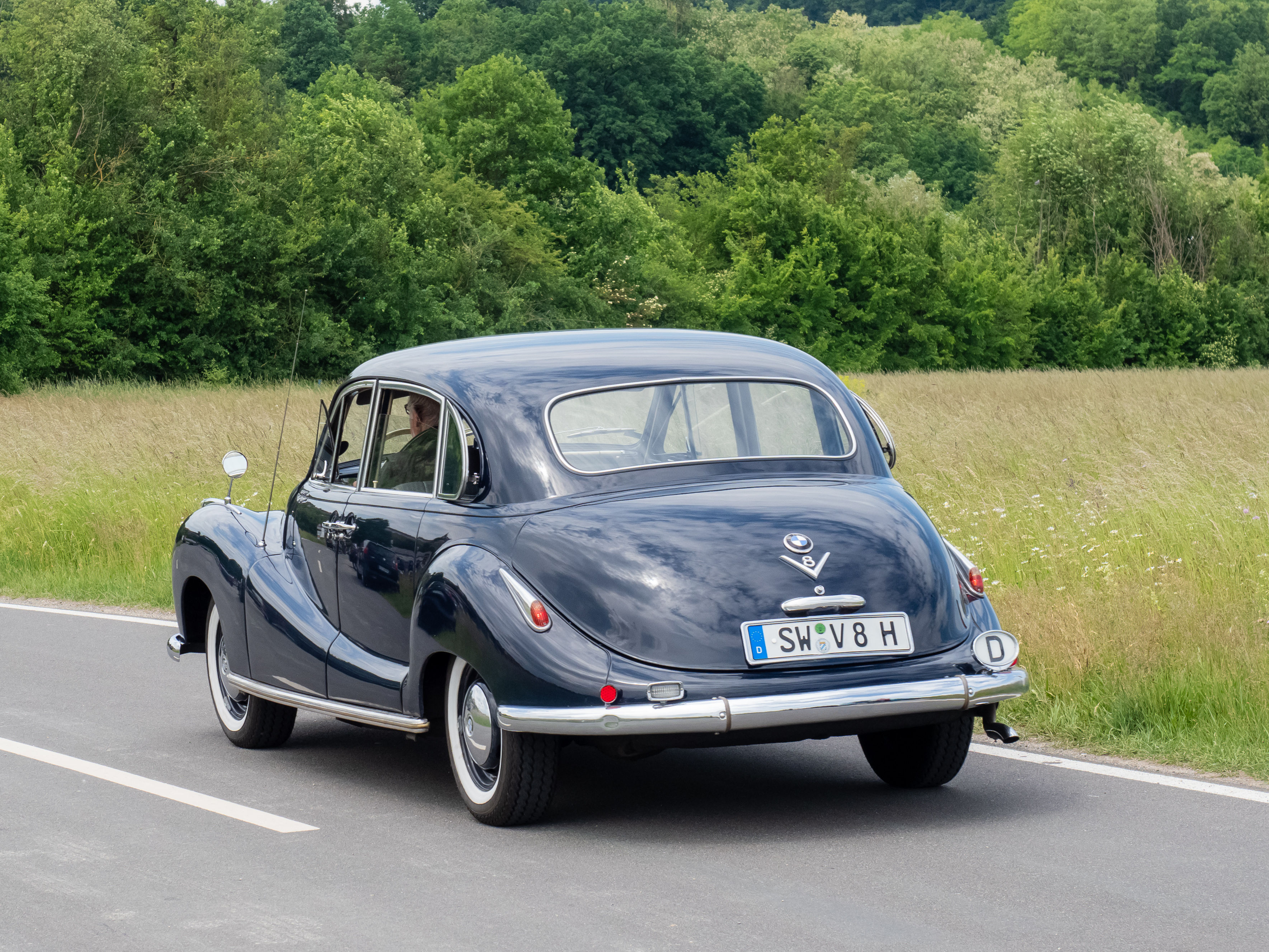
BMW 501 ab März 1955 mit V8-Motor und weiterhin kleinem Heckfenster

Die BMW 501/502 sind Pkw der Oberklasse von BMW. Die von 1952 bis 1964 gebauten Fahrzeuge sind wegen ihrer geschwungenen Linienführung als „Barockengel“ bekannt. Neben den Limousinen wurden auch wenige Cabriolets und Coupés hergestellt. Der Typ 501 war der erste BMW-Pkw aus München, alle vorherigen wurden im Automobilwerk Eisenach hergestellt.
Zu dem ersten Modell BMW 501 mit Sechszylinder-Reihenmotor und 2 Litern Hubraum kam 1954 der BMW 502 hinzu, der von dem ersten nach dem Zweiten Weltkrieg in Deutschland neu konstruierten Achtzylindermotor angetrieben wurde. Der V8-Motor von 1954 hatte einen Hubraum von 2,6 Liter. Diese Ausführung wurde 1955 durch eine 3,2-Liter-Version für den BMW 502 ergänzt. Die Leistung betrug 120 PS (88 kW) und wurde 1957 auf 140 PS (103 kW) angehoben. Eine weitere Leistungssteigerung auf 160 PS (118 kW) erfuhr der 3,2-Liter-V8 1961 im BMW 3200 S. Alle Fahrzeuge hatten Hinterradantrieb und ein vollsynchronisiertes Vierganggetriebe mit Lenkradschaltung, ab Februar 1963 Knüppelschaltung.
Antrieb und Fahrwerk des BMW 502 bzw. 3200 S wurden auch für den BMW 503, den BMW 507 und den BMW 3200 CS („Bertone“) verwendet.

## Geschichte
Durch den Verlust der bisherigen Pkw-Produktionsstätte in Eisenach und die totale Zerstörung und Demontage der Fabriken in München war BMW von den Kriegsfolgen besonders stark betroffen. Während in Eisenach unter sowjetischer Administration ab November 1945 wieder BMW-Pkw zur Tilgung der Reparationsforderungen produziert wurden (später in EMW umbenannt), musste bei BMW München alles neu entstehen. Die Entwicklung des neuen Wagens begann 1948. Neben dem Entwurf des ehemaligen Betriebsdirektors des Eisenacher Werks, Peter Szymanowski, auf der technischen Basis des Vorkriegstyps BMW 326 verfolgte man auch ein Kleinwagenprojekt mit der Bezeichnung 331 und einen alternativen, sehr modernen Entwurf Pininfarinas, von dem ein Prototyp gebaut wurde. Schließlich wurde aber nur der BMW 501 mit Szymanowski-Karosserieentwurf weiterentwickelt, dessen Produktion der von der Deutschen Bank eingesetzte kaufmännische Vorstand, Direktor Hanns Grewenig, befürwortete und für die sich Aufsichtsrat und Vorstand entschieden.

„BMW-Wagen sollen die Visitenkarte der deutschen Gesellschaft sein.“

Die Rahmenbauweise wurde beibehalten: Der in der Motorradentwicklung von BMW erfolgreiche Konstrukteur Alfred Böning konstruierte einen robusten Kastenrahmen mit Drehstäben als Federelementen, der später unter dem Begriff „Vollschutzrahmen“ vermarktet wurde. Der Motor „M 337“ war eine Weiterentwicklung des Sechszylindermotors aus dem BMW 326.
Aus der Gesamtkonstruktion von BMW 501, 502 und BMW 3200 ergaben sich zwei Elemente, die der damals noch wenig beachteten passiven Sicherheit dienlich waren, und zwar zum einen eine relativ kurze Lenksäule und zum anderen der geschützt über der Hinterachse eingebaute Tank.
Am 7. April 1951 schließlich kündigte BMW die Wiederaufnahme der Pkw-Produktion mit einem Brief an die Fachpresse zur IAA 1951 an und veröffentlichte am 30. April 1951 einen Verkaufsprospekt für den BMW 501. Aber erst im November 1952 konnten die ersten Fahrzeuge an die Händler ausgeliefert werden.

## Allgemeines
Die repräsentativen Fahrzeuge waren für die Nachkriegszeit mit Preisen zwischen 11.500 DM (501, Stand: Juli 1956; entspricht heute ca. 34.000 €) und rund 22.000 DM (3,2 Liter Super, 1960–1963; heute ca. 65.000 €) sehr teuer, sodass in der knapp zwölfjährigen Bauzeit nur wenig mehr als 23.000 Einheiten abgesetzt wurden, einschließlich etwa 280 Cabriolets und Coupés mit Karosserien von Baur in Stuttgart und Autenrieth in Darmstadt.
Feuerwehren und die Polizei fuhren den BMW 501/502 als Einsatz- bzw. Streifenwagen (bekannt aus der Fernsehserie „Funkstreife Isar 12“ mit Wilmut Borell und Karl Tischlinger). Das Karosseriewerk Binz & Co. in Lorch (Württemberg) baute im Auftrag des Bayerischen Roten Kreuzes auf der Basis des BMW 502 einen komfortablen Krankenwagen, der allerdings ein Einzelexemplar blieb.
Geplant war die Serienfertigung einer Pullman-Limousine, die auf der Automobilausstellung 1955 in Frankfurt als BMW 505 vorgestellt wurde. Dieser 5,10 Meter lange Wagen mit Trennscheibe und Sprechanlage zwischen Passagier- und Fahrerraum, ausklappbarer Schreibplatte, Getränkebar usw. sollte als „Staatskarosse“ mit dem Mercedes-Benz 300 konkurrieren. Nachdem jedoch Bundeskanzler Konrad Adenauer nicht einsteigen konnte, ohne den Hut abzunehmen, und deshalb weiterhin den Mercedes bevorzugte, ging der BMW 505 nicht in Serie; es blieb bei zwei Ausstellungsstücken.
Die prestigeträchtigen, aber verlustbringenden BMW-Achtzylinder-Modelle 502/503/507 waren mit ein Grund dafür, dass Ende der 1950er Jahre BMW beinahe von seinem damaligen Hauptkonkurrenten Daimler-Benz übernommen worden wäre. Dies konnte aber in der Hauptversammlung 1959 durch Kleinaktionäre verhindert werden. Da der Industrielle Herbert Quandt mit seinem beträchtlichen finanziellen und persönlichen Engagement einen großen Anteil an der Sanierung von BMW hatte, erhielt er als Dank ein BMW-3200-CS-Cabriolet. Wirtschaftlich gesundete BMW durch den Erfolg der Isetta, des BMW 700 und der 1961 vorgestellten „Neuen Klasse“.

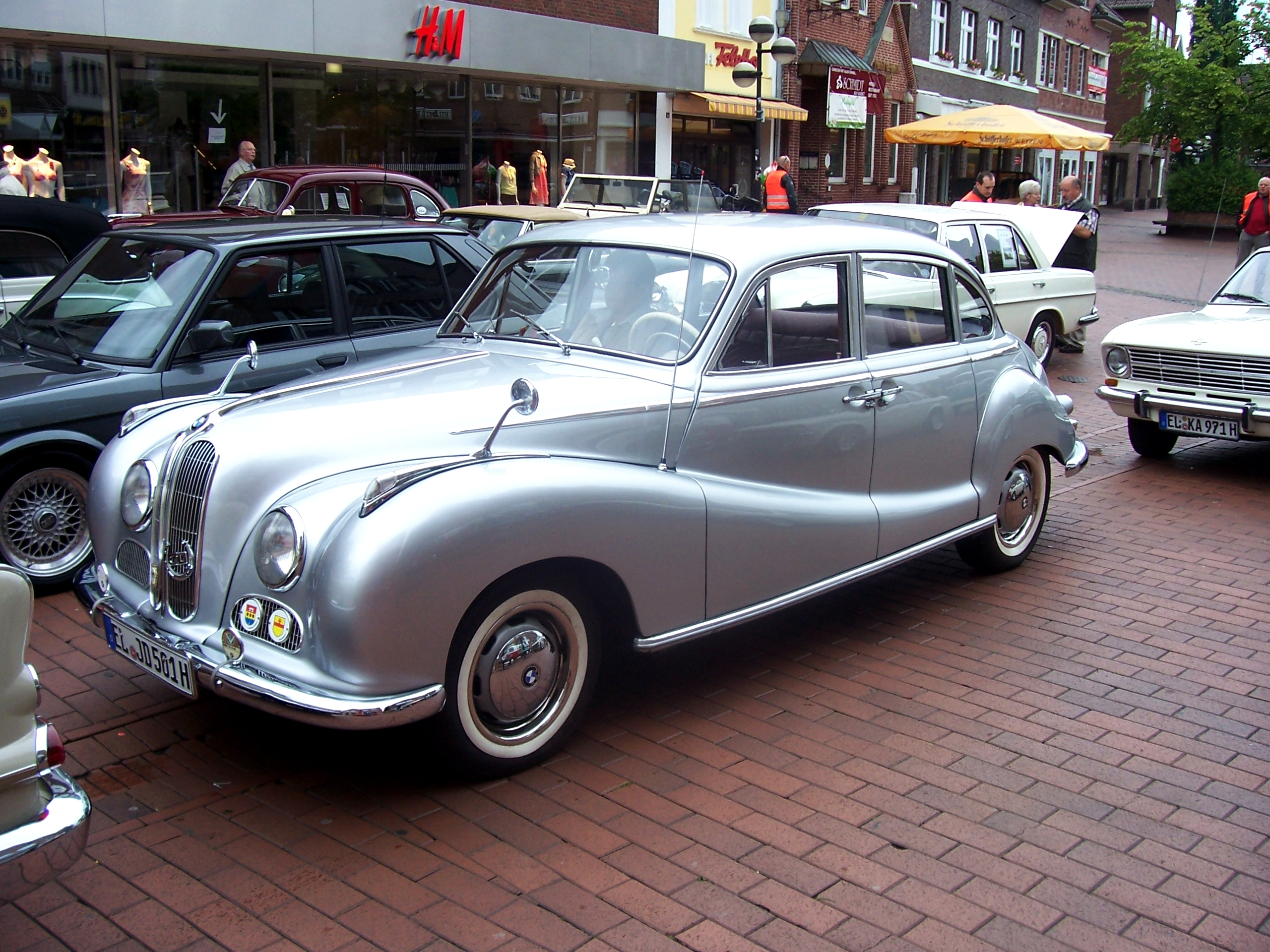
BMW 501 (1957)
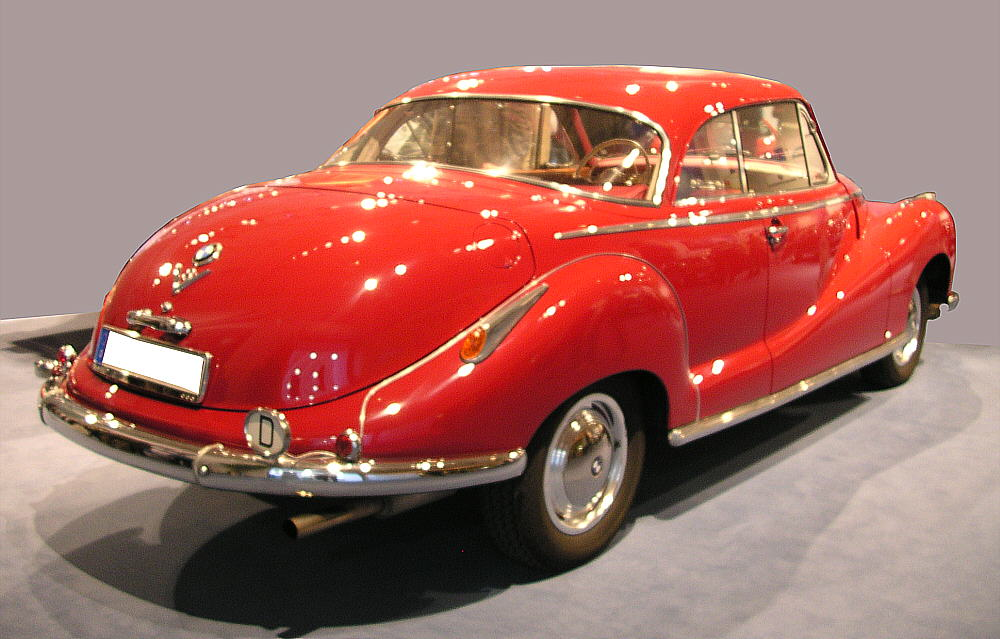
BMW 502 Coupé
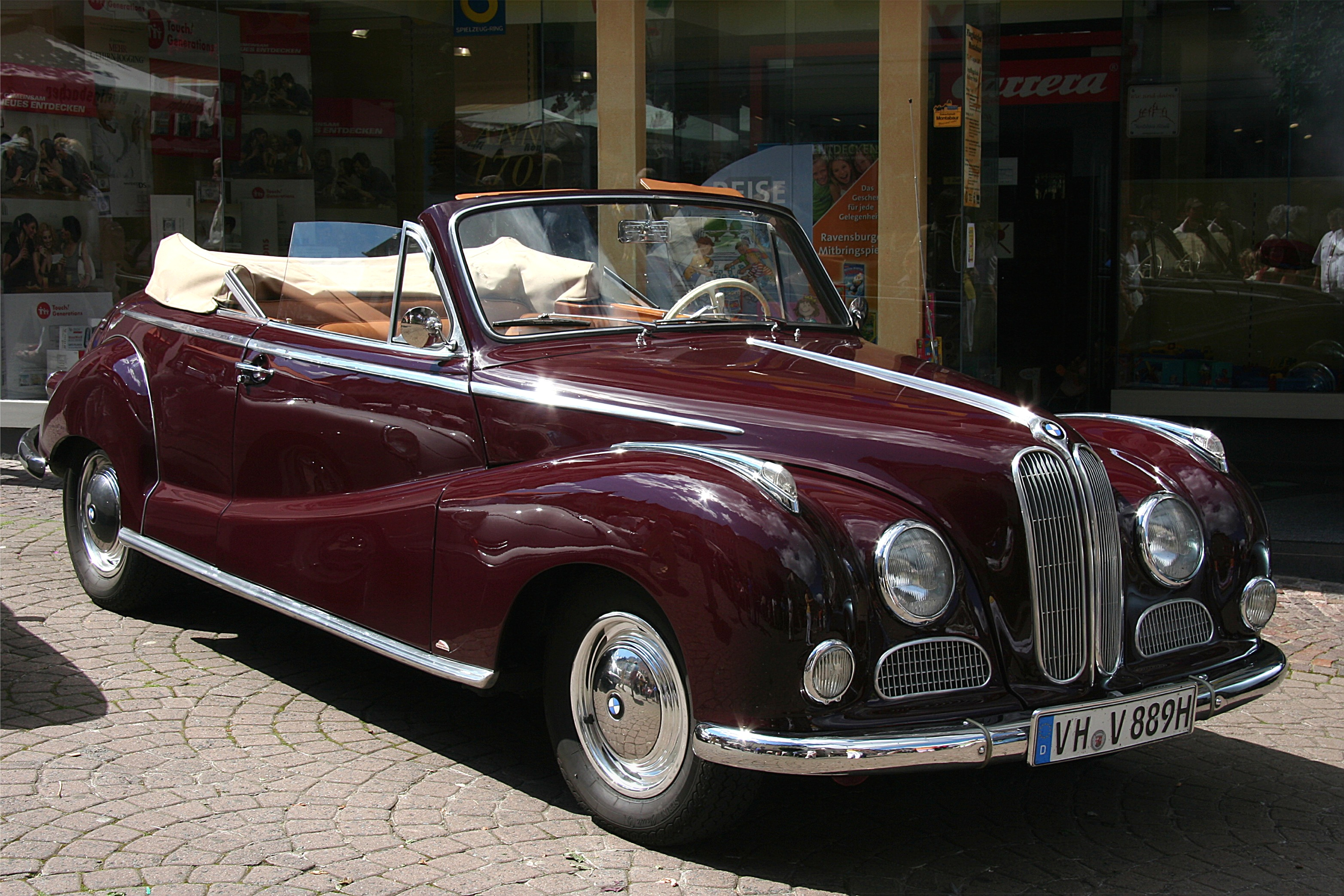
BMW 502 Baur-Cabriolet
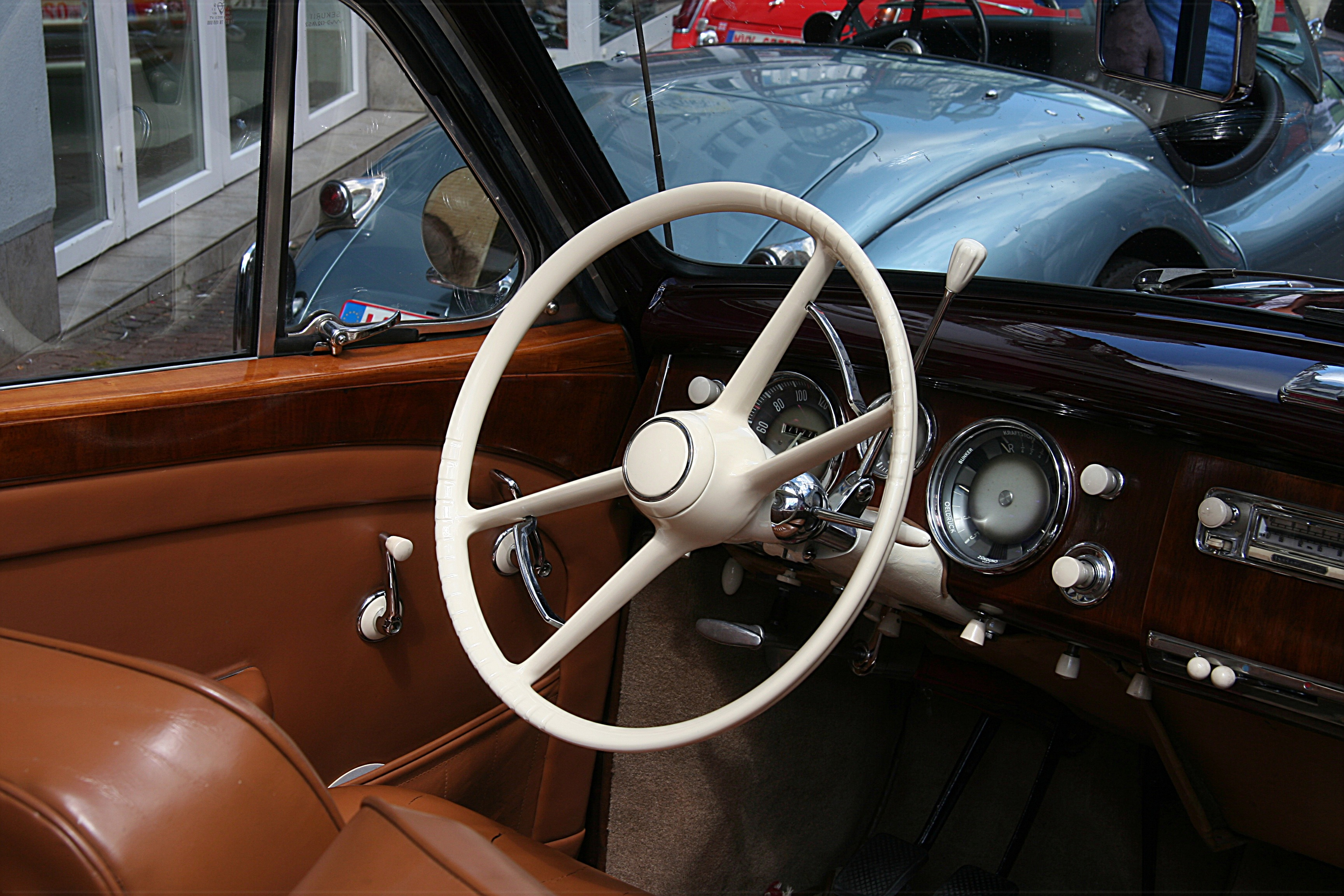
Cockpit
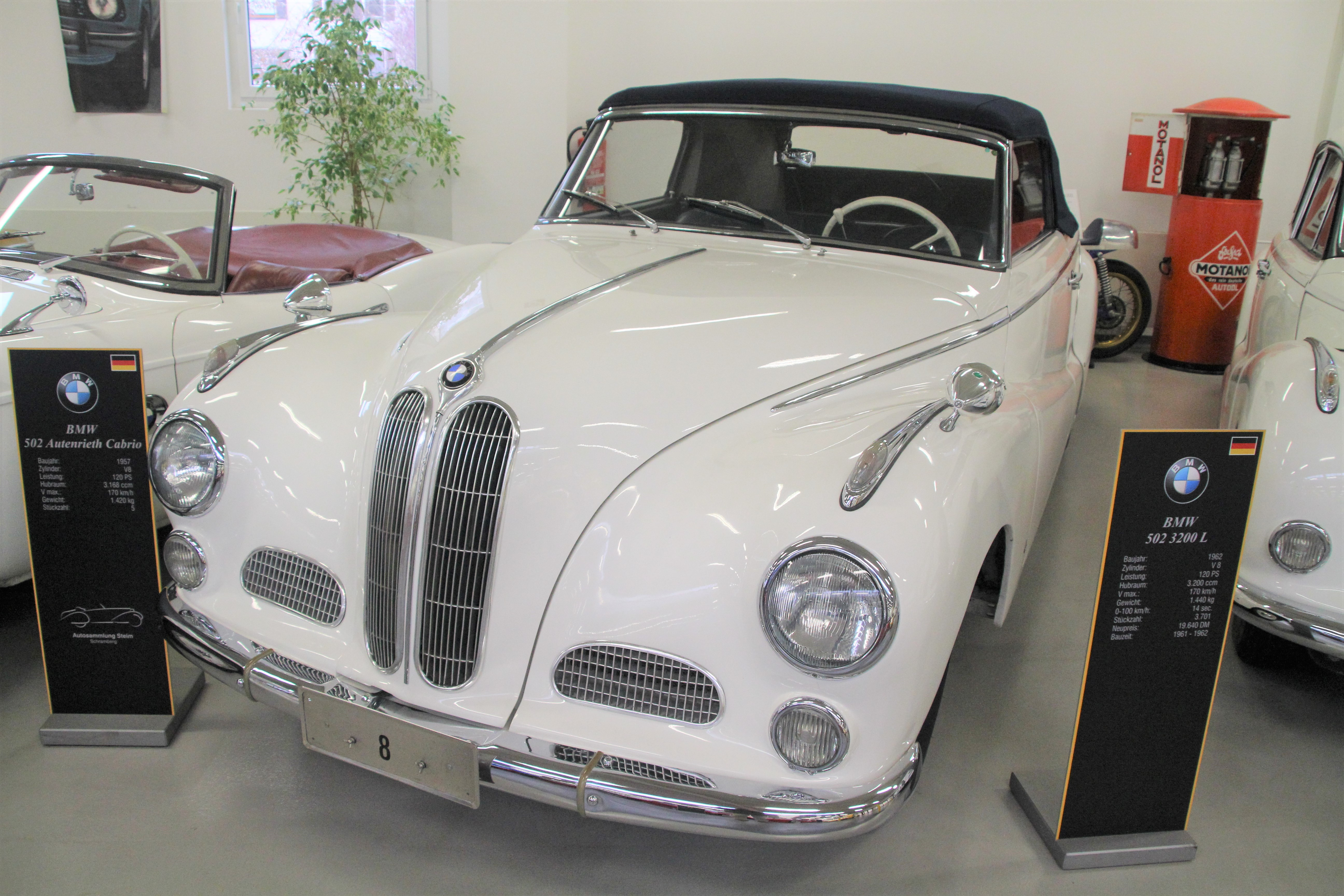
BMW 502 V8 Autenrieth-Cabriolet (zweitürig, 1957)
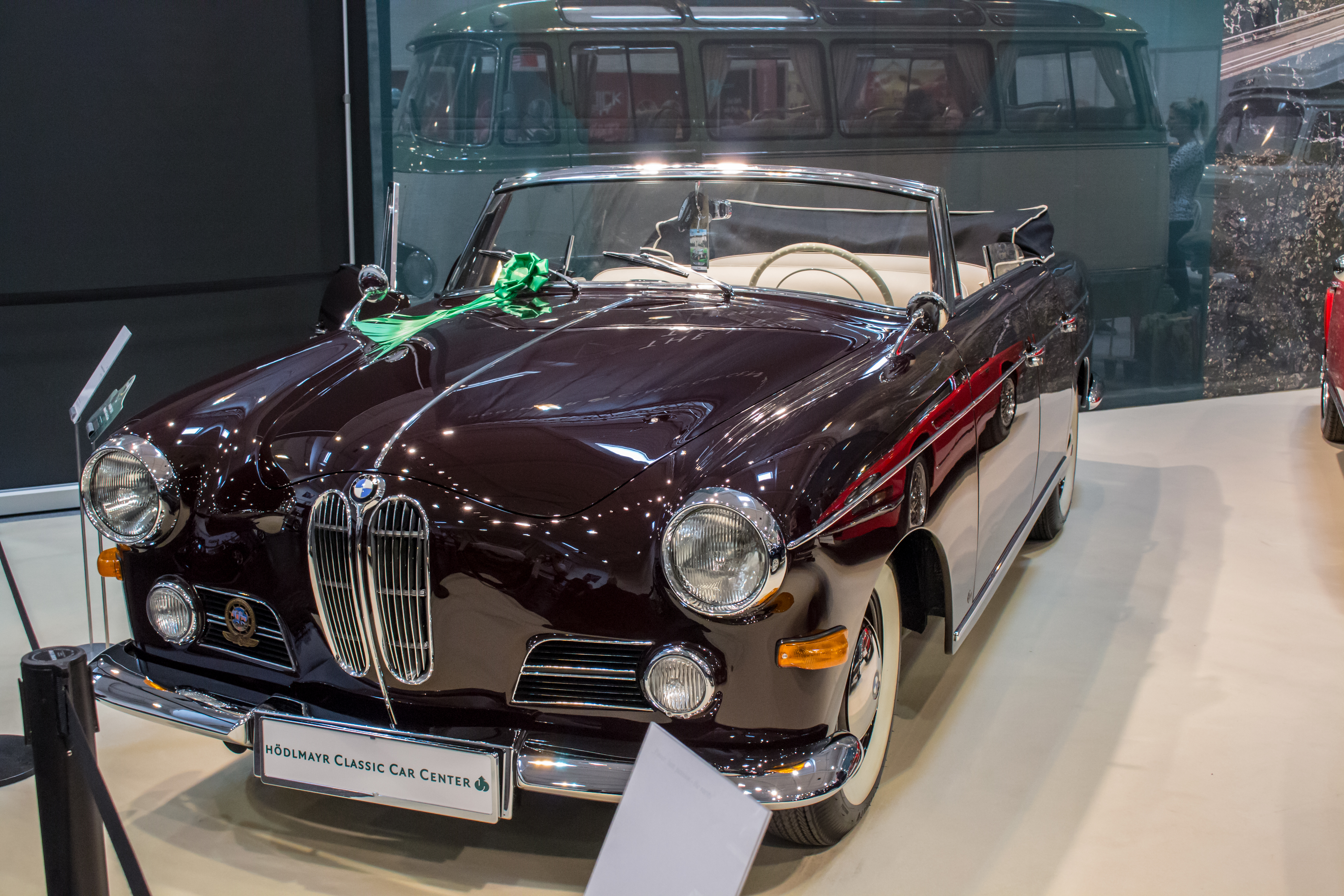
BMW 502 V8 Autenrieth-Cabriolet (viertürig, 1960)
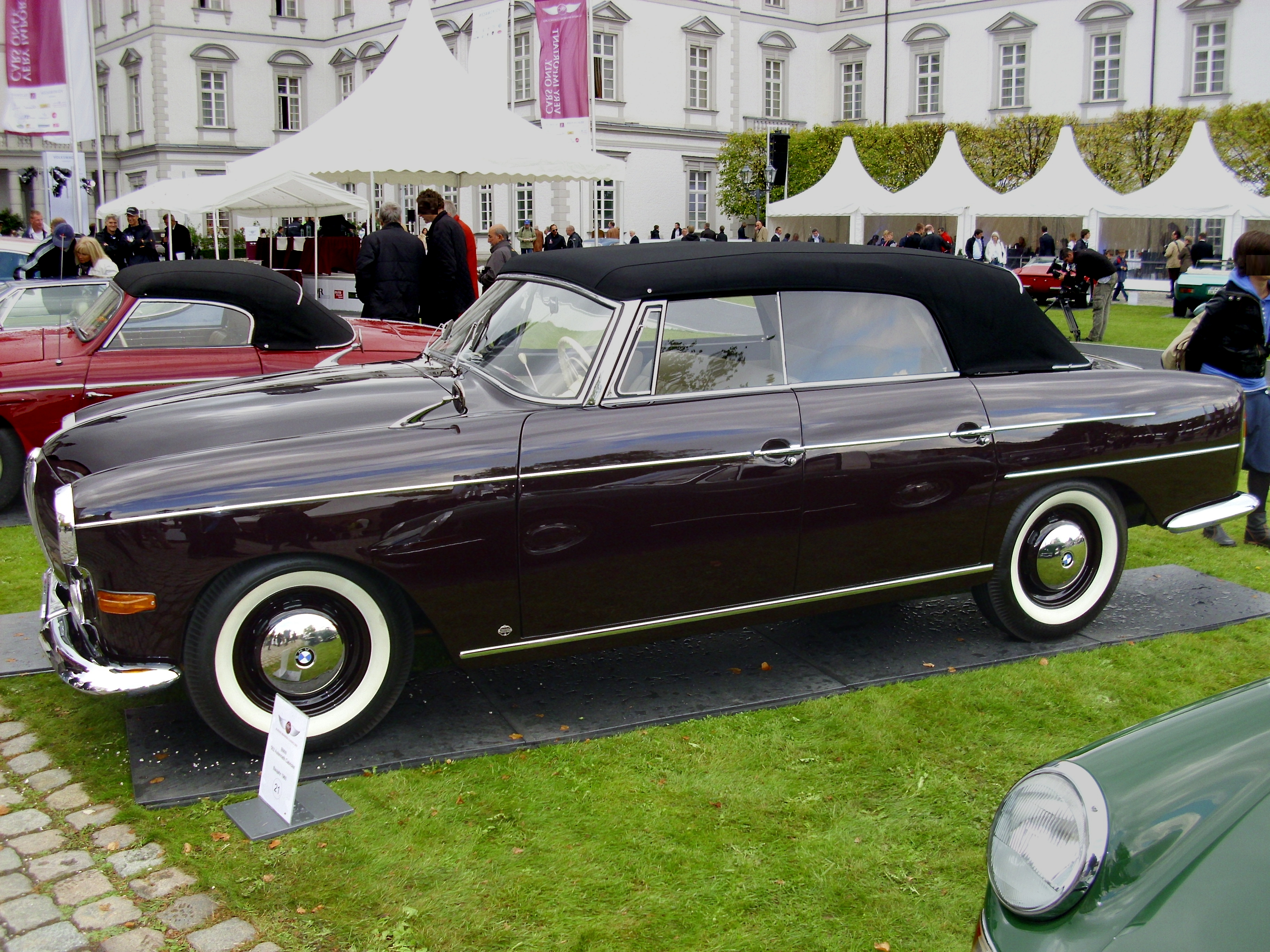
BMW 502 V8 Autenrieth-Cabriolet (viertürig)
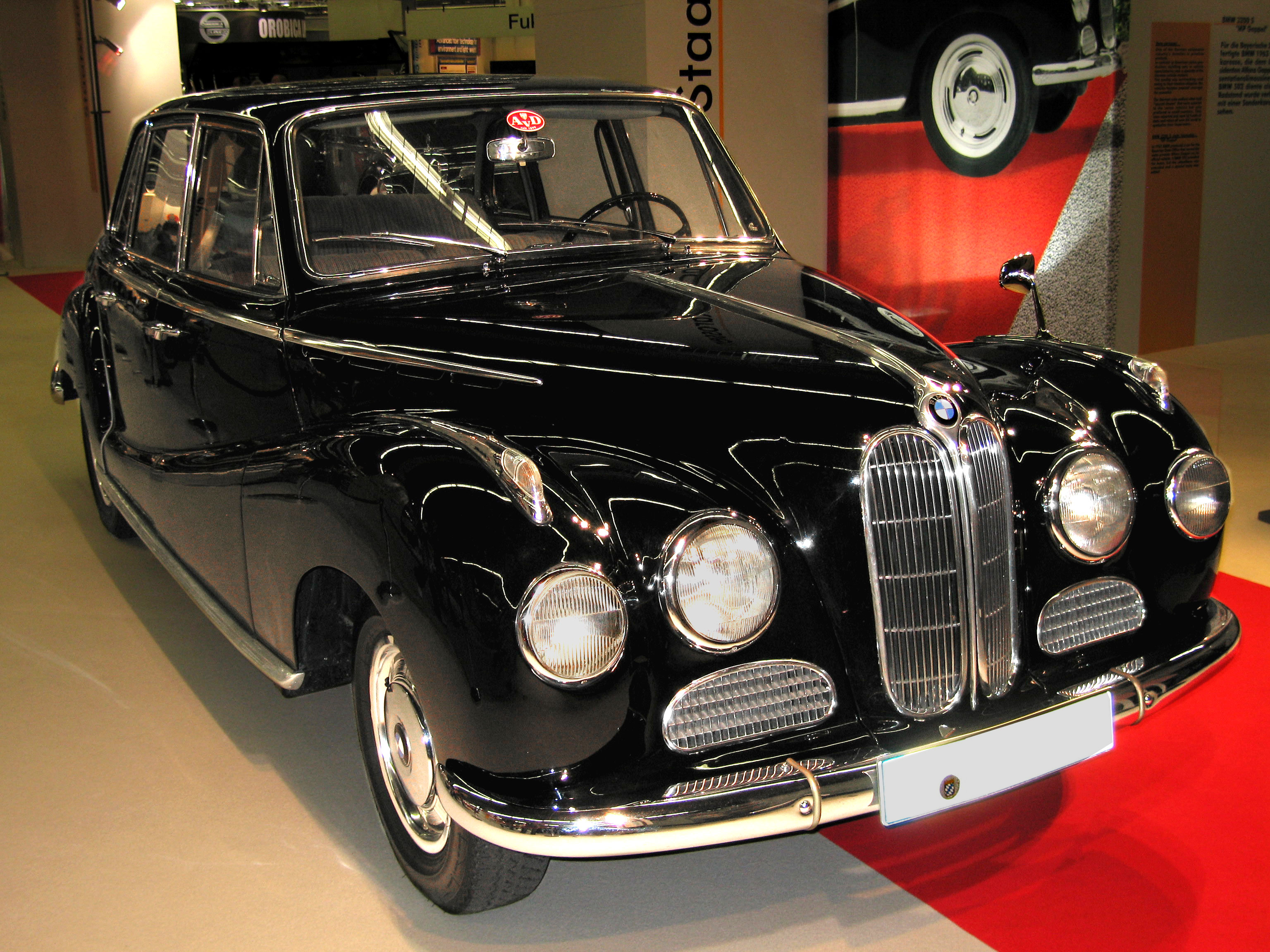
BMW 3200S Repräsentationsfahrzeug

## Technische Daten
| Fahrzeugtyp:              | BMW 501 (1952–1954)                                                                                                   | BMW 502 (1954–1961) | BMW 3200 S (1961–1963)                                                                                                |
| ------------------------- | --- | --- | --- |
| Motor                     | Sechszylinder-Reihenmotor                                                                                             | Achtzylinder-V-Motor | Achtzylinder-V-Motor                                                                                                  |
| Hubraum                   | 1971 cm³ | 2580 cm³ | 3168 cm³ |
| Bohrung × Hub             | 66 × 96 mm | 74 × 75 mm | 82 × 75 mm |
| Leistung                  | 65 PS (48 kW) | 100 PS (74 kW) | 160 PS (118 kW) |
| bei 1/min                 | 4400 | 4800 | 5600 |
| max. Drehmoment bei 1/min | 13,2 kpm (129,4 Nm) bei 2000                                                                                          | 18,4 kpm (180,4 Nm) bei 2500                                                                                            | 24,5 kpm (240,3 Nm) bei 3600                                                                                          |
| Verdichtung               | 6,8 : 1 | 7,0 : 1 | 9,0 : 1 |
| Ventilsteuerung           | Stößel, Stoßstangen und Kipphebel                                                                                     | Stößel, Stoßstangen und Kipphebel                                                                                       | Stößel, Stoßstangen und Kipphebel                                                                                     |
| Kühlung                   | Pumpe, 10 l Wasser | Pumpe, 10 l Wasser | Pumpe, 10 l Wasser |
| Getriebe                  | Vierganggetriebe, Lenkradschaltung (Ab Februar 1963 Knüppelschaltung.)                                                | Vierganggetriebe, Lenkradschaltung (Ab Februar 1963 Knüppelschaltung.)                                                  | Vierganggetriebe, Lenkradschaltung (Ab Februar 1963 Knüppelschaltung.)                                                |
| Radaufhängung vorn        | Doppelquerlenker, Längs-Drehstabfedern, Teleskopstoßdämpfer                                                           | Doppelquerlenker, Längs-Drehstabfedern, Teleskopstoßdämpfer                                                             | Doppelquerlenker, Längs-Drehstabfedern, Teleskopstoßdämpfer                                                           |
| Radaufhängung hinten      | Starrachse an Dreieckslenker (längs) oben und den Traghebeln der Längs-Drehstabfedern unten (quer, über kurze Pleuel) | Starrachse an Dreieckslenker (längs) oben und den Traghebeln der Längs-Drehstabfedern unten (quer, über kurze Pleuel)   | Starrachse an Dreieckslenker (längs) oben und den Traghebeln der Längs-Drehstabfedern unten (quer, über kurze Pleuel) |
| Lenkung                   | Kegelritzel, auf Tellerradsektor wirkend, Lenkstockhebel                                                              | Kegelritzel, auf Tellerradsektor wirkend, Lenkstockhebel                                                                | Kegelritzel, auf Tellerradsektor wirkend, Lenkstockhebel                                                              |
| Bremsen                   | an allen Rädern hydraulisch betätigte Trommelbremsen                                                                  | an allen Rädern hydraulisch betätigte Trommelbremsen; ab 1961 serienmäßig (ab 1960 gegen Aufpreis) vorne Scheibenbremse | vorn Scheiben-, hinten Trommelbremsen                                                                                 |
| Karosserie                | Kastenrahmen und Rohrquerträger, mit Boden der Ganzstahlkarosserie verschweißt                                        | Kastenrahmen und Rohrquerträger, mit Boden der Ganzstahlkarosserie verschweißt                                          | Kastenrahmen und Rohrquerträger, mit Boden der Ganzstahlkarosserie verschweißt                                        |
| Spurweite vorn/hinten     | 1322/1408 mm | 1330/1416 mm | 1330/1416 mm |
| Radstand                  | 2835 mm | 2835 mm | 2835 mm |
| Reifengröße               | 6,40–15″ | 6,40–15″ | 6,50/6,70–15″ |
| Maße (L × B × H)          | 4730 × 1780 × 1530 mm                                                                                                 | 4730 × 1780 × 1530 mm                                                                                                   | 4730 × 1780 × 1530 mm                                                                                                 |
| Leergewicht               | 1340 kg | 1440 kg | 1490 kg |
| Höchstgeschwindigkeit     | 135 km/h | 160 km/h | 190 km/h |
| Preis                     | 15.150,00 DM | 17.450,00 DM | 21.240,00 DM |

Die Drehstabfedern waren für sportliche bzw. komfortable Federung mit verschiedenen Durchmessern lieferbar.
Außer den in der Tabelle beispielhaft vorgestellten Motorversionen gab es neben anderen noch einen Sechszylinder-Reihenmotor mit einem Hubraum von 2077 cm³, der von 1955 bis 1958 gebaut wurde; Leistung 72 PS (53 kW) bei 4500/min. Für Behördenfahrzeuge soll er bis 1964 bzw. bis zum Ende der Produktion des BMW 502/506 im Programm gewesen sein.
Weiter wurde zur IAA 1961 mit einem größeren Zenith-Vergaser bei allen Modellen die Leistung erhöht – bei annähernd gleichem Benzinverbrauch. So stieg die Leistung des 2.6 von 95 auf 100 PS, die des in der obigen Tabelle genannten 2580-cm³-Motors (2.6 Luxus) von 100 PS auf 110 PS, während beide 3,2-l-Maschinen sogar jeweils um 20 PS zulegten: beim 3.2 Luxus auf 140 PS und beim 3200 S auf die in der Tabelle genannten 160 PS.

## Urteil der Presse

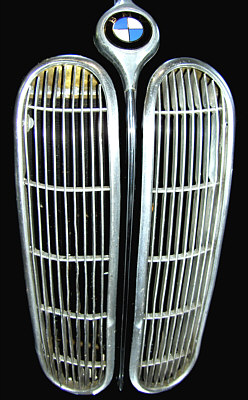
Kühlergrill eines BMW 501

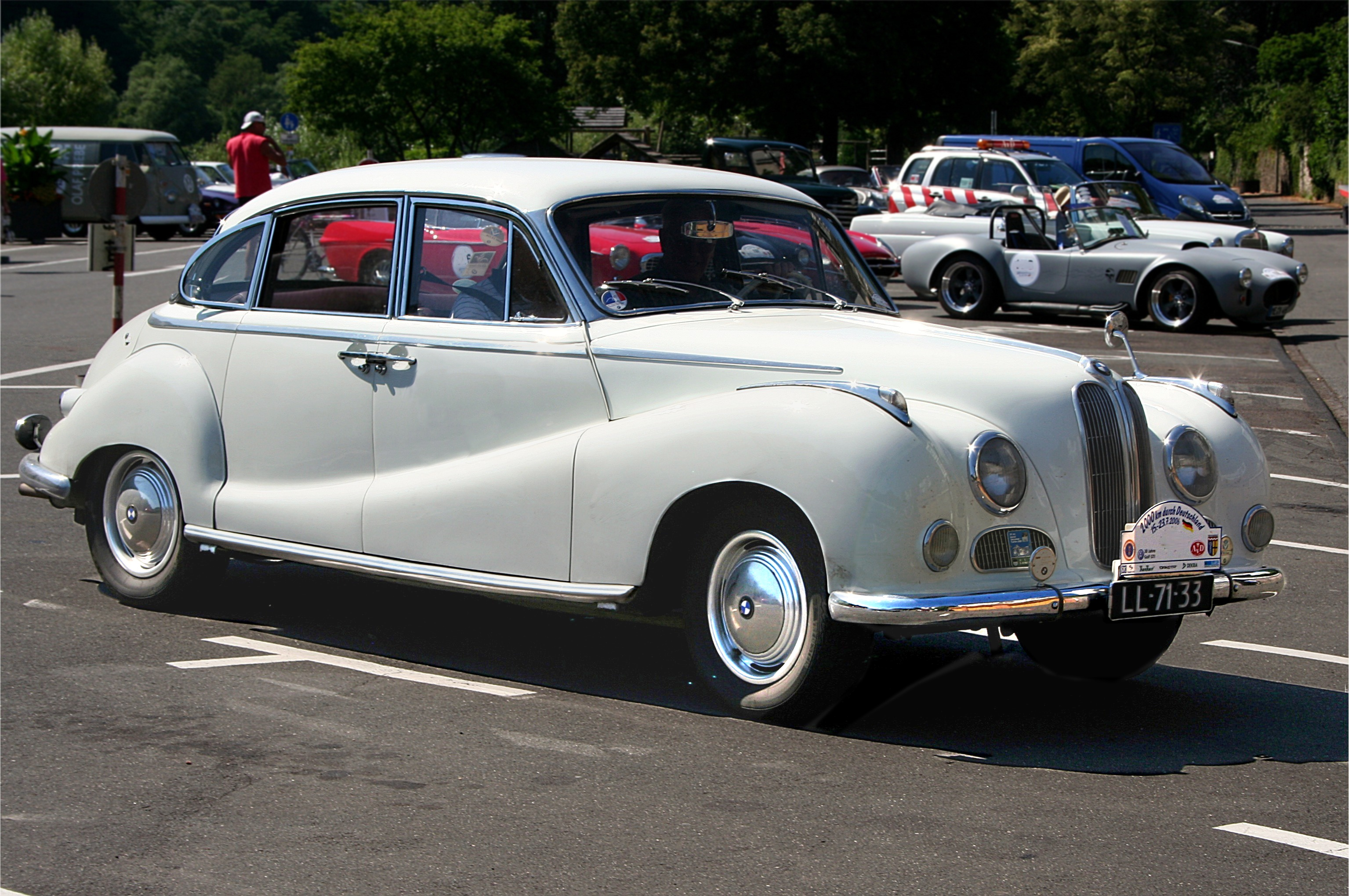
BMW 3200 L (1962)

Die Auto- und Motorrad-Welt vom 20. März 1953 schrieb über den BMW 501 mit Zweiliter-Triebwerk unter anderem: „Ein Wagen der deutschen Spitzenklasse mit einer den besten Italienern ebenbürtigen Linie und dem bekannten BMW-Gesicht. Der günstige Luftwiderstandsbeiwert der Karosserie ergibt auch bei hohen Geschwindigkeiten niedrigen Verbrauch.“ Im Datenblatt wird der Kraftstoffnormverbrauch mit 10,3 l/100 km angegeben. Besonders hervorgehoben werden die ausgeklügelte Heizung und Lüftung des Wagens und die Federung mit „leicht nachstellbaren Drehstäben“. Über den Sechszylinder-Motor heißt es: „Der aus dem BMW 326 [Anm.: 1936–1941] entwickelte Motor wurde wesentlich verbessert: Geänderte Ansaugkanäle, Tulpenventile, ein verbesserter Brennraum, der höhere Verdichtung bei gleicher Klopffestigkeit erlaubt, und eine verstärkte Kurbelwelle ergeben bei einer Leistung von 65 PS eine hervorragende Motorelastizität. Die hydraulisch betätigte Kupplung vermeidet Rupfen beim Anfahren.“
Über die letzten „Barockengel“ (BMW 502 und BMW 3200) ist im Katalog „Die Auto-Modelle 1963/64“ (Vereinigte Motor-Verlage GmbH, Stuttgart) zu lesen: „So eindrucksvoll wie die Leistung sind aber auch Laufruhe, Ausgeglichenheit und Elastizität der Achtzylindermotoren. Übermäßig sparsam kann man sie freilich kaum nennen [Anm.: ca. 15 l/100 km], doch spielt das erfahrungsgemäß in dieser Wagenklasse keine große Rolle. Umso mehr schätzt der Käufer solch repräsentativen Automobils die gediegene und stabile Verarbeitung, wie sie in diesem Maße heutzutage nur noch in seltenen Ausnahmefällen zu finden ist. Entsprechend seiner äußeren Form, über deren Gefälligkeit die Meinungen begreiflicherweise weit auseinandergehen, wirkt der Wagen auch innen recht konservativ. Immerhin: Platz ist weit mehr vorhanden, als man von außen vermuten möchte, und in puncto Bequemlichkeit oder modernerem Zubehör gibt es nur wenig auszusetzen.“
Gleichzeitig zum 502 erschien dann auch noch eine 8-Zylinder-Variante des 501, als Einstiegsmodell unter den V8 gedacht. Die Fachzeitschrift krafthand schrieb damals über die V8-Version: „Kein vernünftiger Mensch wird mit 20 km/h im direkten Gang durch die Gegend schleichen. Dieser Achtzylindermotor läßt sich das glatt gefallen, wie wir bei wiederholten Versuchen feststellen konnten, und beschleunigt dann anstandslos und geradezu seidenweich bis zu seiner Spitze.“

## Der erste Achtzylinder von BMW

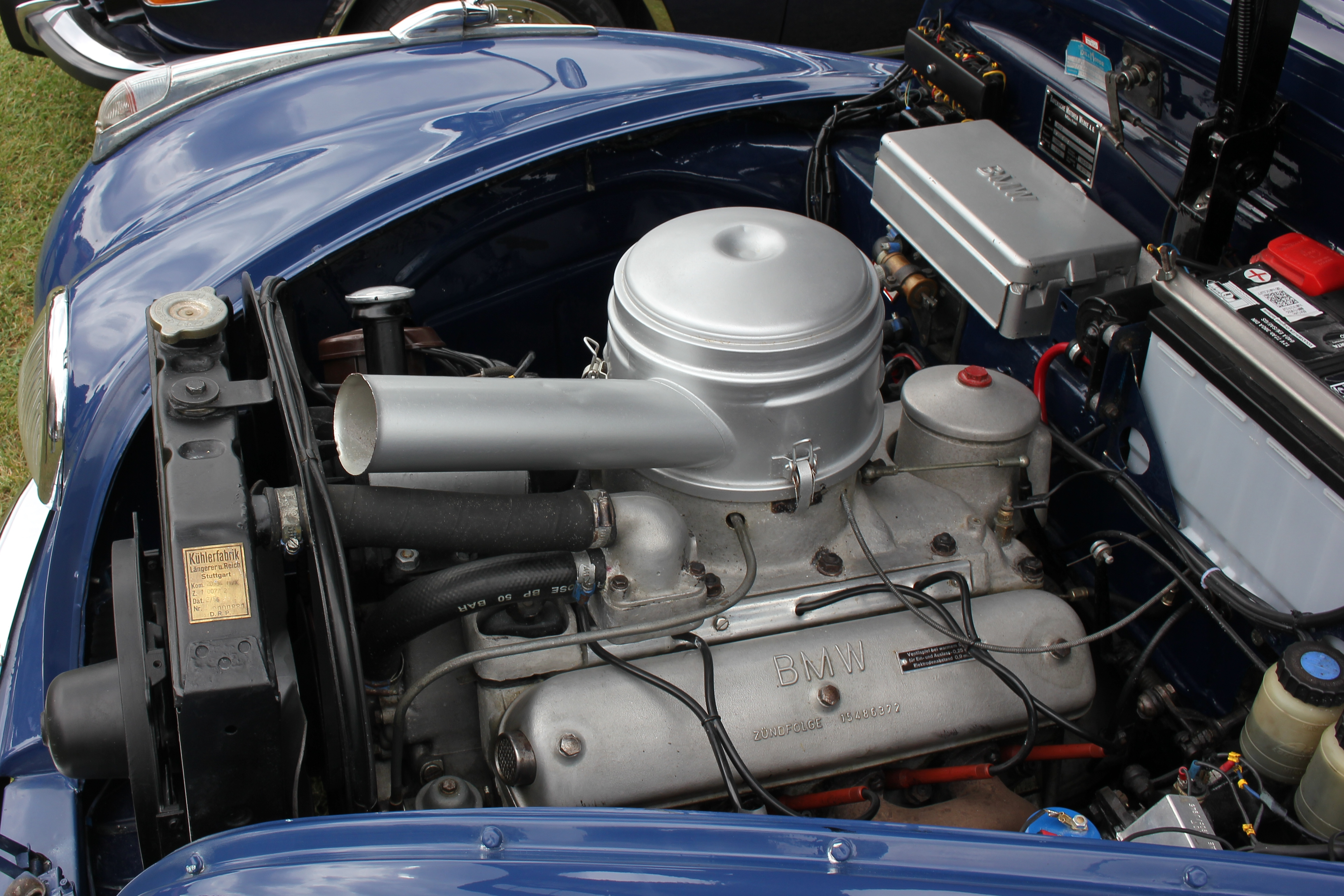
Motorraum BMW 502 Bj. 1957

Der Motor des BMW 502 war der erste von BMW gebaute Achtzylinder und zugleich der erste Pkw-Achtzylinder aus deutscher Produktion nach dem Zweiten Weltkrieg. Nach Versuchen mit kleineren Zylinderwinkeln wurde ein Motor mit einem Zylinderwinkel von 90 Grad aufgebaut, der dann zum Serienmodell führte.
Da die Produktion des tschechoslowakischen Tatra 87 mit leichtem Elektronmotor 1950 eingestellt worden war, war der Motor des 502 außerdem bis zur Einführung des Tatra 603 mit Aluminiummotor im Jahr 1956 als serienmäßiger Leichtmetall-V8-Motor in Europa einmalig.